# Vệ Khảo bá
Vệ Khảo bá (chữ Hán: 衞考伯), là vị vua thứ ba của nước Vệ – chư hầu nhà Chu trong lịch sử Trung Quốc.
Vệ Khảo bá là con của Vệ Khang bá – vua thứ hai nước Vệ. Sau khi Khang bá mất, ông lên nối ngôi.
Sử sách không ghi chép sự kiện xảy ra liên quan tới nước Vệ trong thời gian ông làm vua.
Không rõ Vệ Khảo bá lên ngôi và mất năm nào. Con ông là Vệ Tự bá lên nối ngôi.